# Jean-Paul Agon
Jean-Paul Agon (Boulogne-Billancourt, 6 luglio 1956) è un imprenditore francese.
È il presidente ed ex amministratore delegato dell'azienda cosmetica internazionale L'Oréal. A causa del limite di età di 65 anni fissato dalla società, il 1º maggio 2021 è stato sostituito nel ruolo di CEO da Nicolas Hieronimus, pur rimanendo presidente del consiglio di amministrazione. Si è laureato all'HEC Paris nel 1978. Il 7 aprile 2022 è stato nominato presidente del consiglio di amministrazione della scuola, in sostituzione di Jean-Paul Vermès.